# Vathýpetro
Vathýpetro (grec moderne : Βαθύπετρο) est une localité située dans le dème d'Archánes-Asteroússia, dans le district régional d'Héraklion, dans la périphérie de Crète, en Grèce.
Selon le recensement de 2021, elle compte 8 habitants.